# Премия «Британия»

Статуэтка лауреата премии «Британия»

Премия «Британия» (англ. Britannia Awards) — премия, вручаемая подразделением Британской академии кино и телевизионных искусств в Лос-Анджелесе, США персонально деятелям шоу-бизнеса за личный вклад в развитие кинематографа и телевидения. Вручается с 1989 года. Церемония вручения проходит в Лос-Анджелесе ежегодно (за исключением 1991 и 1994 года) в октябре или ноябре в виде торжественного ужина с ограниченным количеством приглашённых, отобранных по профессиональному признаку.

## История
Подразделение BAFTA в Лос-Анджелесе (BAFTA / LA) было создано в 1947 году как профессиональная организация для создания и продвижения совместных англо-американских проектов в области кино и телевидения, а также повышении уровня влияния культуры Великобритании на широкую аудиторию зрителей в США.
В 1989 году была учреждена премия «Британия» за личные достижения в сфере кинобизнеса. С 1999 года, в связи с одновременным повышением интереса к премии со стороны масс-медиа и спонсоров, количество номинаций было увеличено. В различные годы учреждались: премия «Британии» имени Стэнли Кубрика за выдающиеся достижения в кино, премия «Британии» имени Аарона Спеллинга за выдающиеся достижения на телевидении, премия «Британия» за достижения в области рекламы и т. д.
Для повышения престижа премии для её вручения приглашаются высокопоставленные гости, в том числе и из королевской семьи. Так, в 1993 году Мартин Скорсезе получил премию из рук принца Эдварда, а в 2001 году Стивен Спилберг — от принца Эндрю. В разные годы в презентации премии и чествовании лауреатов принимали участие Джонни Депп, Хэлли Берри, Роберт Земекис, Марион Котийяр, Кейт Бланшетт, Тим Роббинс и другие.

## Лауреаты
Список лауреатов, начиная с 1989 года:
- 1989 — Альберт Р. Брокколи, американский кинопродюсер.
- 1990 — Майкл Кейн, английский актёр.
- 1991 — церемония не проводилась.
- 1992 — Питер Устинов, британский актёр театра и кино.
- 1993 — Мартин Скорсезе, американский кинорежиссёр и продюсер.
- 1994 — церемония не проводилась.
- 1995 — Энтони Хопкинс, британский актёр театра и кино.
- 1996 — Боб Вайнштейн и Харви Вайнштейн, американские продюсеры кино.
- 1997 — Дастин Хоффман, американский актёр.
- 1998 — Джон Траволта, американский актёр.
- 1999 — Стэнли Кубрик, американский кинорежиссёр и продюсер. Награждён посмертно в год кончины. В качестве признания его заслуг в развитии кинематографа награде в этой категории присвоено его имя.

 — Аарон Спеллинг, американский телевизионный продюсер за вклад в развитие телевидения.
 — Тарсем, американский режиссёр индийского происхождения за вклад в развитие коммерческой составляющей телевидения (съёмки видеоклипов и рекламных роликов).
 — Британская вещательная корпорация (ВВС) за корпоративный вклад в развитие телевидения.
- 2000 — Стивен Спилберг, американский кинорежиссёр и продюсер за вклад в кинематограф.
- 2001/2002 — Джордж Лукас, американский кинорежиссёр и продюсер за вклад в кинематограф.

 — HBO, американский кабельный канал за корпоративный вклад в развитие телевидения.
- 2003 — Хью Грант, британский актёр за вклад в кинематограф.

 — Анджела Лэнсбери, англо-американская актриса за вклад в развитие телевидения.
 — Питер Уир, австралийский режиссёр за художественное совершенство и мастерство постановщика.
- 2004 — Том Хэнкс, американский актёр за вклад в кинематограф.

 — Хелен Миррен, английская актриса за вклад в развитие развлекательной индустрии.
 — Джим Шеридан, ирландский режиссёр за художественное совершенство и мастерство постановщика.
- 2005 — Том Круз, американский актёр за вклад в кинематограф.

 — Элизабет Тейлор, американская актриса за художественное совершенство и вклад в мировую культуру.
 — Майк Ньюэлл, британский режиссёр и продюсер за художественное совершенство и мастерство постановщика.
 — Рональд Ним, британский режиссёр и продюсер за вклад в кинематограф на протяжении всей карьеры.
- 2006 — Клинт Иствуд, американский актёр, режиссёр и продюсер за вклад в кинематограф.

 — Энтони Мингелла, британский режиссёр и продюсер за художественное совершенство и мастерство постановщика.
 — Сидни Пуатье, американский актёр за вклад в мировой кинематограф на протяжении всей карьеры.
 — Рэйчел Вайс, лучшая британская актриса года.
- 2007 —Дензел Вашингтон, американский актёр за вклад в кинематограф.

 — Кэмпбелл, Мартин, новозеландский кинорежиссёр за художественное совершенство и мастерство постановщика.
 — Кейт Уинслет, лучшая британская актриса года.
 — Ричард Кёртис, британский сценарист, продюсер и актёр. Премия за гуманизм, предоставленная концерном Вольво.
 — Роберт Шей и Майкл Линн, американские бизнесмены, учредители компании New Line Cinema за вклад в мировой кинематограф на протяжении всей карьеры.
- 2008 — Шон Пенн, американский актёр за вклад в мировой кинематограф.

 — Тильда Суинтон, лучшая британская актриса года.
 — Стивен Фрирз, британский кинорежиссёр за художественное совершенство и мастерство постановщика.
 — Дон Чидл, американский актёр. Премия за гуманизм, предоставленная концерном Вольво.
- 2009 — Роберт Де Ниро, американский актёр за вклад в мировой кинематограф.

 — Дэнни Бойл, британский кинорежиссёр за художественное совершенство и мастерство постановщика.
 — Эмили Блант, лучшая британская актриса года.
 — Колин Фёрт, британский актёр. Премия за гуманизм, предоставленная концерном Вольво.
 — Кирк Дуглас, американский актёр за неоценимый вклад в производство кино.
- 2010 — Джефф Бриджес, американский актёр за вклад в мировой кинематограф.

 — Бетти Уайт, американская актриса за художественное совершенство и мастерство в комедии. Номинации дано имя Чарли Чаплина.
 — Кристофер Нолан, англо-американский кинорежиссёр за художественное совершенство и мастерство постановщика.
 — Ридли Скотт и Тони Скотт, британские кинорежиссёры и продюсеры за неоценимый вклад в производство кино.
 — Майкл Шин, валлийский актёр — лучший британский актёр года.
- 2011 — Уоррен Битти, американский актёр за вклад в мировой кинематограф.

 — Дэвид Йейтс, английский кинорежиссёр за художественное совершенство и мастерство постановщика.
 — Хелена Бонэм Картер, лучшая британская актриса года.
 — Бен Стиллер, американский актер за художественное совершенство и мастерство в комедии.
 — Джон Лассетер, американский режиссёр и художник-мультипликатор за неоценимый вклад в производство кино.
- 2012 — Дэниел Дэй-Льюис, английский актёр за вклад в мировой кинематограф.

 — Квентин Тарантино, американский кинорежиссёр за художественное совершенство и мастерство постановщика.
 — Дэниел Крейг, лучший британский актёр года.
 — Мэтт Стоун и Трей Паркер, американские режиссёры и художники-мультипликаторы за художественное совершенство и мастерство в комедии.
 — Уилл Райт, американский разработчик и дизайнер компьютерных игр за неоценимый вклад в производство кино.
- 2013 — Джордж Клуни, американский актёр за вклад в мировой кинематограф.

 — Кэтрин Бигелоу, американский кинорежиссёр за художественное совершенство и мастерство постановщика.
 — Бен Кингсли, английский актёр за неоценимый вклад в производство кино.
 — Бенедикт Камбербэтч, лучший британский актёр года.
 — Саша Барон Коэн, английский актер за художественное совершенство и мастерство в комедии.
 — Идрис Эльба, английский актер за продвижение идей гуманизма.
- 2014 — Роберт Дауни-младший, американский актёр за вклад в мировой кинематограф.

 — Майк Ли, английский кинорежиссёр за художественное совершенство и мастерство постановщика.
 — Эмма Уотсон, лучшая британская актриса года.
 — Марк Руффало, американский актер за продвижение идей гуманизма.
 — Джулия Луи-Дрейфус, американская актриса и комик за художественное совершенство и мастерство в комедии.
 — Джуди Денч, английская актриса за неоценимый вклад в производство кино.